# 和歌山バイパス

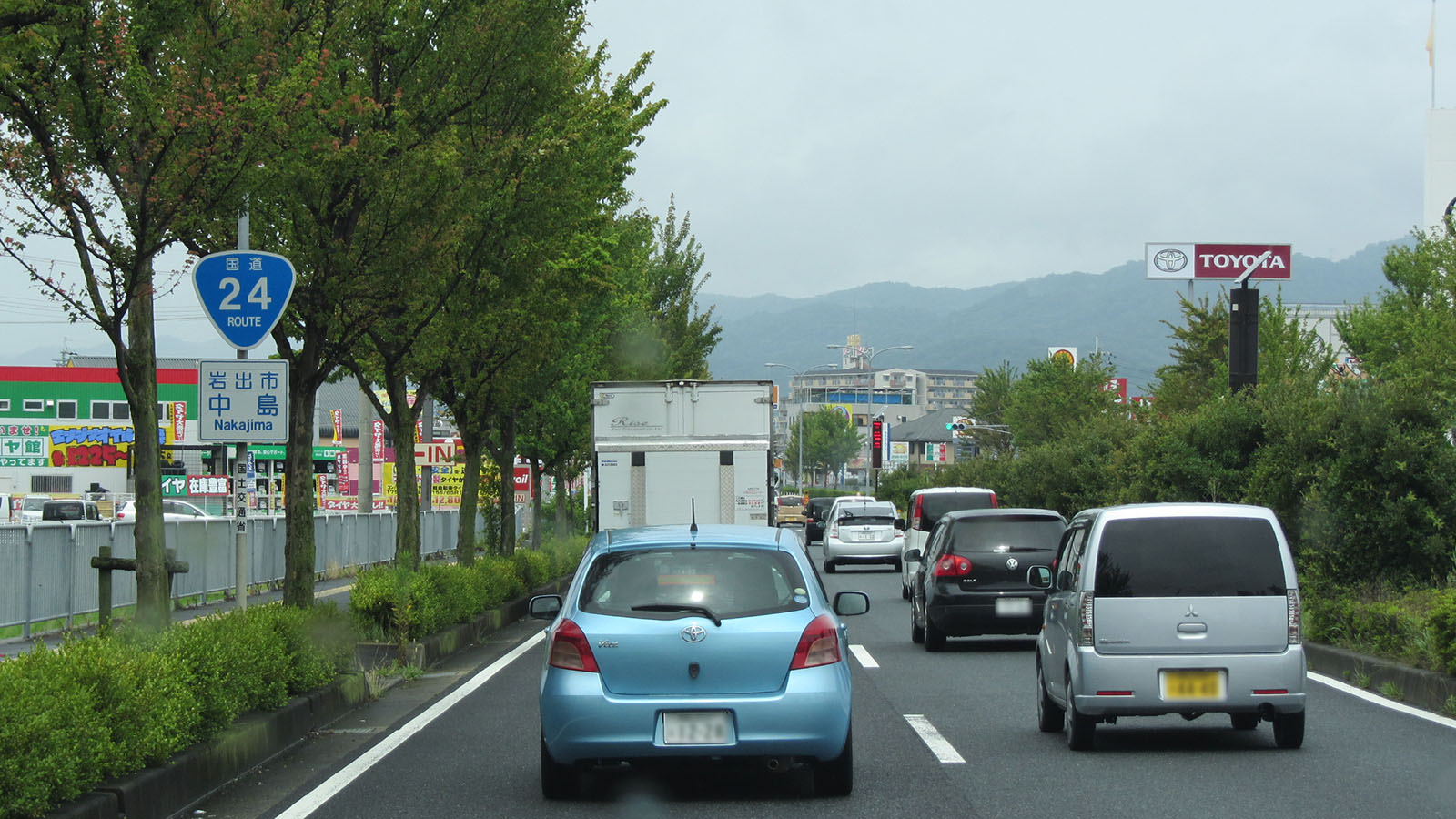
和歌山バイパス
和歌山県岩出市中島

和歌山バイパス（わかやまバイパス）は、和歌山県の岩出市から和歌山市に至る、全長約12kmの国道24号バイパスである。

## 概要
- 起点：和歌山県岩出市中迫（備前交差点）
- 終点：和歌山県和歌山市鳴神（花山交差点）
- 全長：12.4km
- 規格：第3種第1級
- 道路幅員
  - 一般部：25.0m
  - 橋梁部：22.5m
- 車線数：4車線
- 車線幅員：3.5m
- 設計速度：80km/h

## 通称名
紀の川市黒土（黒土交差点）から岩出市中迫（備前交差点）の間が「岩出バイパス」であるが、備前交差点で双方が直線接続となっているため、岩出バイパス・和歌山バイパスを一まとめにして「岩出バイパス」と呼ぶことが多い。そのため和歌山バイパスの沿道にある商店名も、その多くが「岩出バイパス店」となっている。

## 沿革
- 1975年度：事業化。
- 1979年3月：都市計画決定（和歌山市区間）。
- 1984年3月：都市計画決定（岩出町（現・岩出市）区間）。
- 1986年10月14日：和歌山市小豆島～和歌山市田屋間（1.1km）暫定2車線で供用開始。
- 1987年：紀州大橋（719m）完成。
- 1988年10月5日：和歌山市川辺～和歌山市小豆島間（2.6km）暫定2車線で供用開始。
- 1989年3月29日：和歌山市川辺～和歌山市永穂間（1.3km）4車線化拡幅完成。
- 1993年7月21日：全線を暫定供用。
- 1997年12月10日：岩出町畑毛～和歌山市中迫日延間（3.3km）4車線化拡幅完成。
- 1999年6月18日：和歌山市永穂～和歌山市小豆島（1.5km）4車線化拡幅完成。
- 2007年7月17日：紀州大橋の4車線化拡幅完成により、全区間の4車線化完了。

## 主な接続道路
- 国道24号岩出バイパス
- 大阪府道・和歌山県道63号泉佐野岩出線
- 和歌山県道・大阪府道64号和歌山貝塚線
- 和歌山県道149号紀伊停車場田井ノ瀬線
- 和歌山県道139号小豆島船所線
- 国道24号現道・和歌山県道14号和歌山打田線
- 和歌山IC - 阪和自動車道